# Alex Christian
Alex Junior Christian (ur. 5 grudnia 1993 w Port-au-Prince) – haitański piłkarz występujący na pozycji obrońcy w portugalskim klubie Ararat-Armenia Erywań oraz w reprezentacji Haiti. W swojej karierze grał także w takich zespołach jak Violette, Ironbound Soul oraz Boavista FC. Znalazł się w kadrze na Copa América 2016.